# Roman Stempka
Roman Stempka (* 20. Januar 1909 in Berlin; † 30. September 1990) war ein deutscher Pressefotograf.

## Leben
Er wurde katholisch getauft und verheiratet. Er besuchte das Königstädter Realgymnasium und die Kunstgewerbeschule Berlin. 1929 begann er eine Lehre als Fotograf beim Verlag von August Scherl in Berlin. Am 12. Januar 1937 war er embeded Bildberichterstatter der Legion Condor in Salamanca bei Francisco Franco. 1939 war er Bildberichterstatter für August Scherls Fotoagentur. Anschließend war er bei der Wehrmacht in einer Propagandakompanie beschäftigt.»So sieht der Kampfflieger durch die Bugkanzel eine polnische Stadt«, Propagandaaufnahme aus einer Heinkel He 111, September 1939 (Foto: Roman Stempka; BA 183 S52911).
Unter der Regie von Harry Bohrer und Henry Ormond von der britischen Information Control Unit gaben die Redakteure Rudolf Augstein (Referat Deutschland), Hans Joachim Toll und Roman Stempka am 16. November 1946 ein politisches Magazin in Hannover Diese Woche, heraus.
Um ein Verbot durch den Alliierten Kontrollrat wegen Kritik an der Besatzungspolitik zu umgehen, übertrugen die Briten 1946 die Lizenz an den Fotografen Roman Stempka, Gerhard R. Barsch (Verlagskaufmann) und Augstein, der das Blatt ab dem 4. Januar 1947 zunächst aus Hannover unter dem Titel Der Spiegel herausgab und zugleich dessen Chefredakteur war. Barsch schied 1950 als Mitgesellschafter aus, Stempka 1952.
Von 1946 bis 1952 Lizenznehmer und zuständig für Graphische Gestaltung und Bild des Der Spiegel in Hannover. Vom Erlös des Verkaufes seiner Anteile an John Jahr wurde er Kommandist der Druckerei Otto KG in Hannover.